# Culote

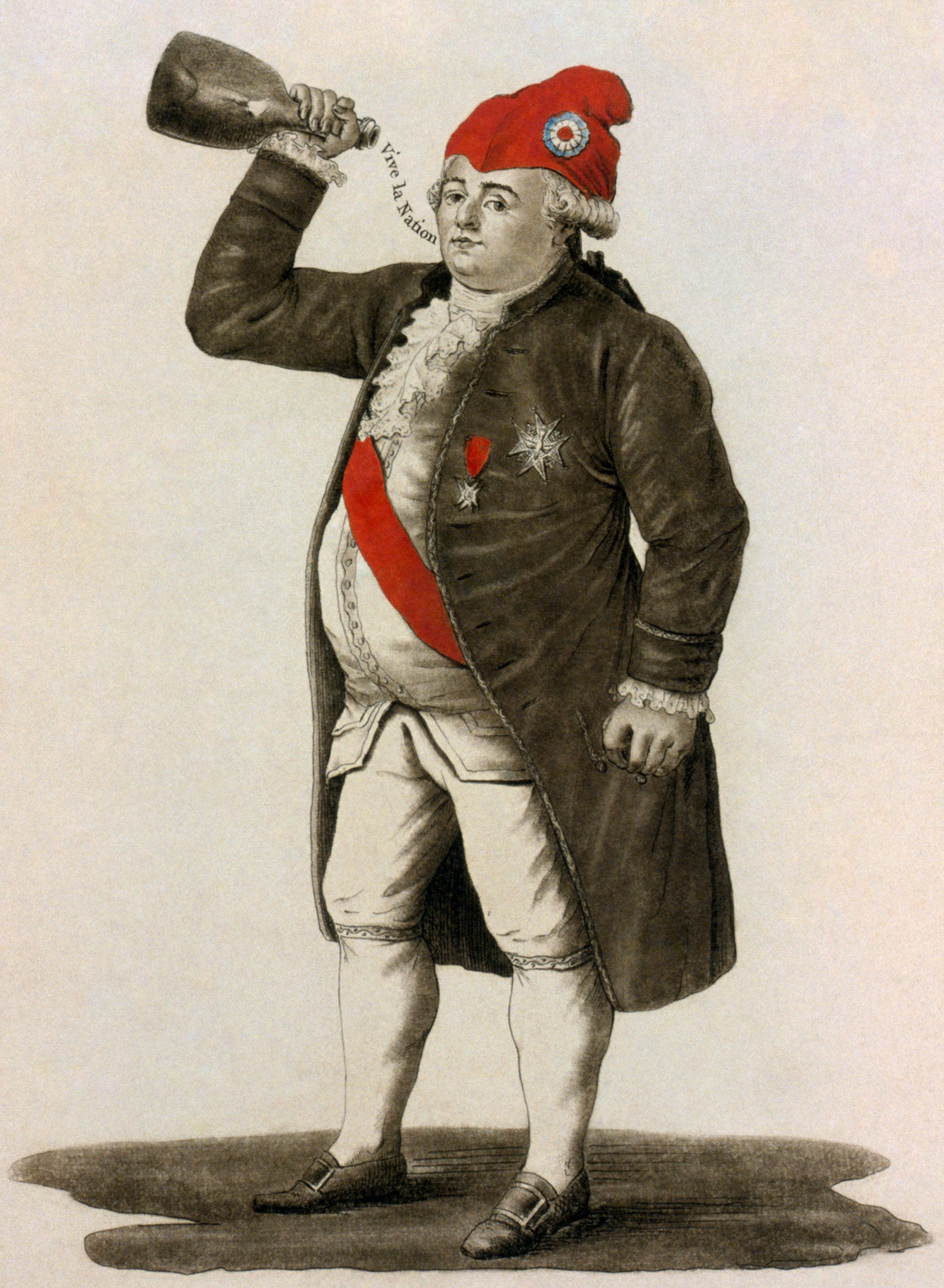
Luis XVI de Francia vestido con culote.

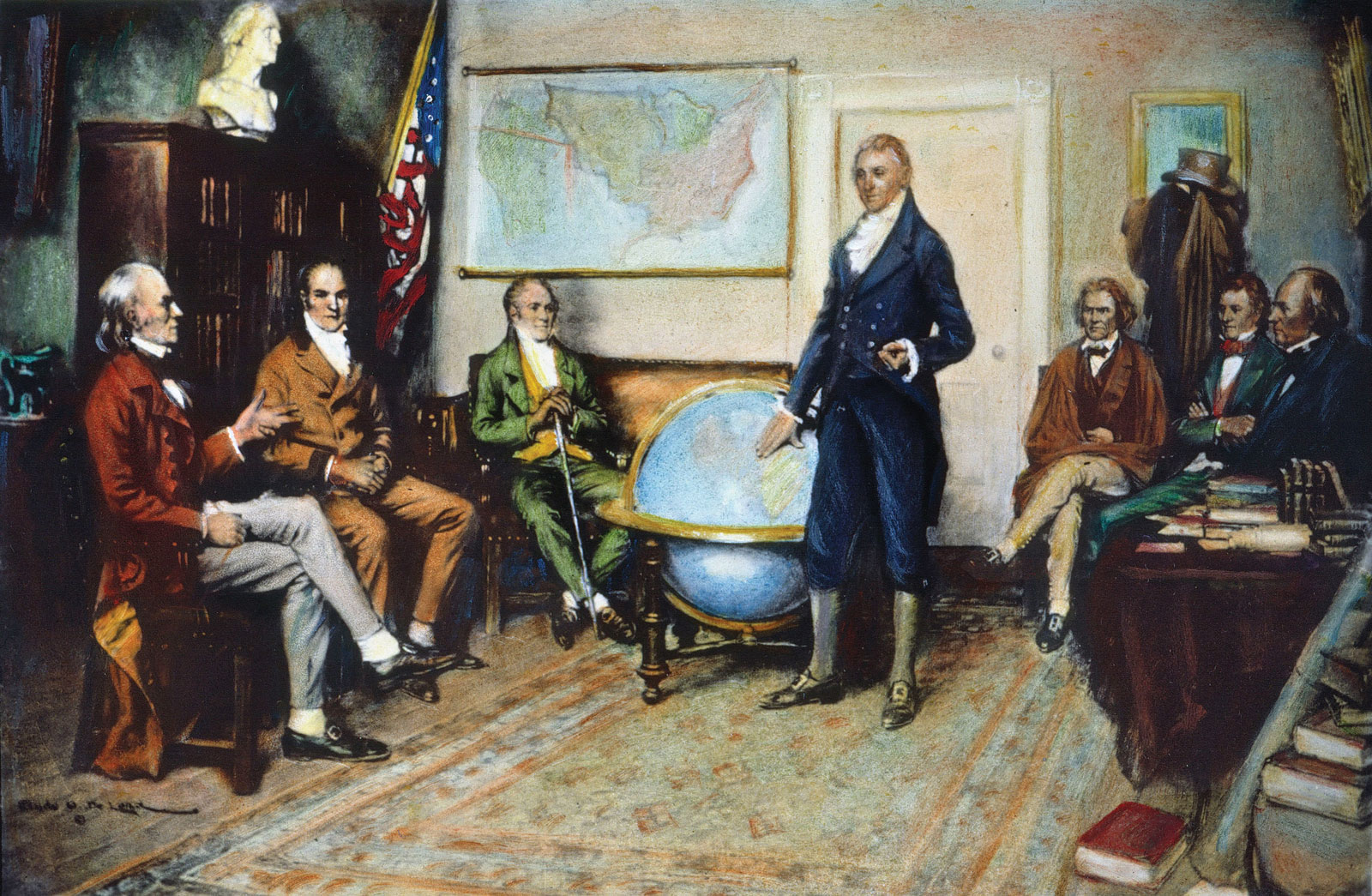
James Monroe, último presidente de los Estados Unidos que se vistió al estilo de finales del siglo XVIII, con su gabinete en 1823. Monroe porta calzones, mientras que sus secretarios usan pantalones largos.

Un culote (del francés culotte) es una prenda que cubre la parte inferior del cuerpo en la que las dos piernas están separadas a diferencia de las faldas. Hasta el siglo XIX hacía referencia al vestido inferior masculino y a partir del siglo XX designa una prenda interior femenina o masculina. En castellano actual sirve para denominar los pantalones ajustados de tejido elástico utilizados por los ciclistas. La traducción correcta al español es calzón, prenda que llega hasta las rodillas con perneras  sueltas o fruncidas con un elástico. Tradicionalmente fue una indumentaria propia de caballeros y militares, actualmente es llevada por algunos cuerpos uniformados montados, ya sea en moto o a caballo, y por ujieres y camareros en ocasiones muy solemnes (calzón corto). En francés actual se llama culotte o petite culotte a las bragas, acepción que recoge también el diccionario de la RAE

## Derivación del término
La palabra culotte proviene del término francés cul, que designa familiarmente las nalgas. Durante la Revolución de 1789 se llamó sans culottes (significando «sin calzones»), a los revolucionarios, metonimia de la forma de vestir de los campesinos franceses que llevaban pantalones en vez de calzones, prenda mucho menos distinguida para el gusto de la época.

## Culotes en uniformes militares
Los uniformes militares incorporaban los culotes como artículo de un uniforme estándar, las piernas estaban cubiertas por cualquiera de las medias, leotardos, o botas hasta las rodillas. Los culotes fueron una parte común de los uniformes militares durante la guerra europea del siglo XVIII (la Guerra de Sucesión Española, la Guerra de Sucesión de Austria, la Guerra de los Siete Años, las guerras franco-británicas coloniales y la Revolución Americana) .

## Otras definiciones
La industria de la moda de las mujeres comúnmente adopta palabras que se han utilizado históricamente para describir la ropa de los hombres y las utiliza para describir una prenda totalmente diferente, lo cual crea confusión entre los historiadores y los que leen la historia. Por ejemplo, en la actualidad, el término "culottes" en francés se utiliza actualmente para describir las bragas de la mujer, una prenda de vestir que tiene poca o ninguna relación con el culotte histórico.

## Culote de las mujeres
Otro uso del término es jupe-culotte que describe un tipo especial de falda. Durante la era victoriana (de mediados a finales del siglo XIX) empezó a dividirse la falda larga en dos perneras amplias para que las mujeres pudieran sentarse en una silla de equitación normal en lugar de hacerlo a mujeriegas (con ambas piernas en un mismo lado) en una silla especial femenina. Estas faldas proporcionaron a las mujeres más libertad para realizar actividades como jardinería, limpieza, paseos en bicicleta, etc.

## Culotes en los uniformes escolares
Los culottes se utilizan en los uniformes de colegialas con faldas como una opción o son llevados como un reemplazo a las faldas. Los culottes se usan como parte de uniforme principalmente a primaria, media y las escuelas católicas. Culottes también formaban parte del uniforme de las Guías Brownie hasta hace poco cuando el uniforme se modernizó y la falda-pantalón marrón tradicionales fue reemplazada.